# Osman Kürşat Duman
Osman Kürşat Duman (Istanboel, 13 maart 1987) is een Turkse profvoetballer die bij voorkeur als verdediger speelt. Hij verruilde in oktober 2014 Yenibosna Spor Kulübü voor Erokspor.
Duman stroomde in 2006 door vanuit de jeugd van Fenerbahçe. Dat verhuurde hem van 2007 tot en met 2009 aan Yalovaspor, dat hem daarna definitief overnam. Duman vertrok in juli 2011 naar Maltepespor.